# Muekan
Muekan (ou Mwékan, Muakam) est un village du Cameroun situé dans le département du Koupé-Manengouba et la Région du Sud-Ouest. Il fait partie de la commune de Bangem.

## Localisation
Muekan se trouve sur le versant sud du mont Manengouba, localisé à 4° 59' 07 N et 9° 45' 16 E, à environ 109 km de distance de Buéa, le chef-lieu de la Région du Sud-Ouest, et à 232 km de Yaoundé, la capitale du Cameroun.

## Population
Lors du recensement de 2005, Muekan comptait 352 habitants dont 174 hommes et 178 femmes .

## Histoire
Aujourd'hui un simple village, Mwékan est un lieu sacré pour les Bakossi, le berceau de tous les descendants de leur ancêtre Ngoe qui y vécut, épousa Sumediang, éleva leurs nombreux enfants et mourut. Il y est inhumé. L'exploitation du potentiel touristique de cette sépulture est à l'étude.